# Jean the Match-Maker
Jean the Match-Maker er en amerikansk stumfilm fra 1910 af Laurence Trimble.

## Medvirkende
- Florence Turner
- Charles Kent
- Mary Fuller
- Ralph Ince